# Сидорята
Сидоря́та (рос. Сидорята) — присілок у складі Омутнінського району Кіровської області, Росія. Входить до складу Вятського сільського поселення.
Населення становить 5 осіб (2010, 8 у 2002).
Національний склад станом на 2002 рік — росіяни 100 %.